# Rainbow Warrior

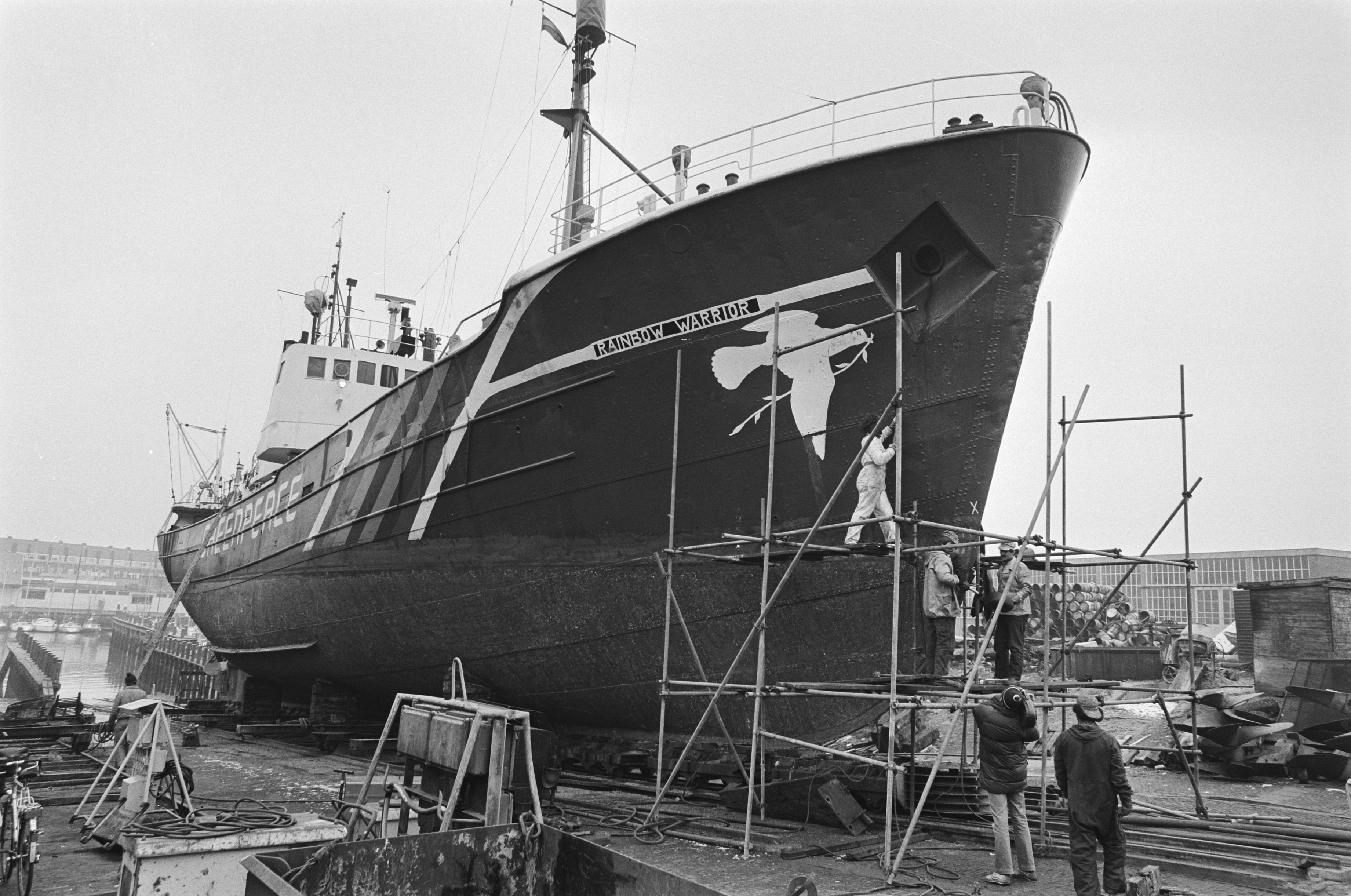
Rainbow Warrior
(Scheveningen, 1981)

Rainbow Warrior é o nome de dois barcos propriedade da organização Greenpeace. O primeiro foi afundado pelos serviços secretos franceses em 1985. O segundo foi comprado pela organização em 1987.

## O primeiroRainbow Warrior
O Greenpeace praticamente nasceu no mar e com ele tem uma relação especial desde sua fundação em 1971. Ao longo de sua história, foram muitas as embarcações usadas pela organização, mas a mais emblemática delas foi a velha traineira adquirida em 1977 e batizada de Rainbow Warrior (Guerreiro do Arco-Íris), em homenagem à uma antiga lenda indígena.
O barco estava encostado na Ilha dos Cães, em Londres, e seu nome original era Sir William Hardy. Havia sido o primeiro navio diesel-elétrico construído no Reino Unido, em 1955, e havia sido usado como barco de pesquisa pelo Ministério da Agricultura e Pesca da Inglaterra. Estava em mau estado mas serviria ao propósito do Greenpeace, que era perseguir navios baleeiros islandeses e protestar contra a caça de baleias no Oceano Atlântico Norte. O problema é que custava 44 mil libras, muito dinheiro para o Greenpeace da época. Em oito meses de campanha de arrecadação de fundos, a organização conseguiu juntar 10% para a entrada. Faltava o resto, e o World Wildlife Fund (WWF) veio em socorro do Greenpeace, com uma doação de 40 mil libras.
O navio foi remodelado em três meses por dezenas de voluntários de várias partes da Europa, pintado de verde e recebeu duas bandeiras - uma do Greenpeace e seu arco-íris e outra da Organização das Nações Unidas (ONU), devido ao internacionalismo de sua tripulação de 24 pessoas. No dia 29 de abril de 1978, o Warrior levantou âncora nas docas de Londres. Com seus 43,92 metros de comprimento e 8,42 de largura, defendeu o meio ambiente em campanhas memoráveis por sete anos.

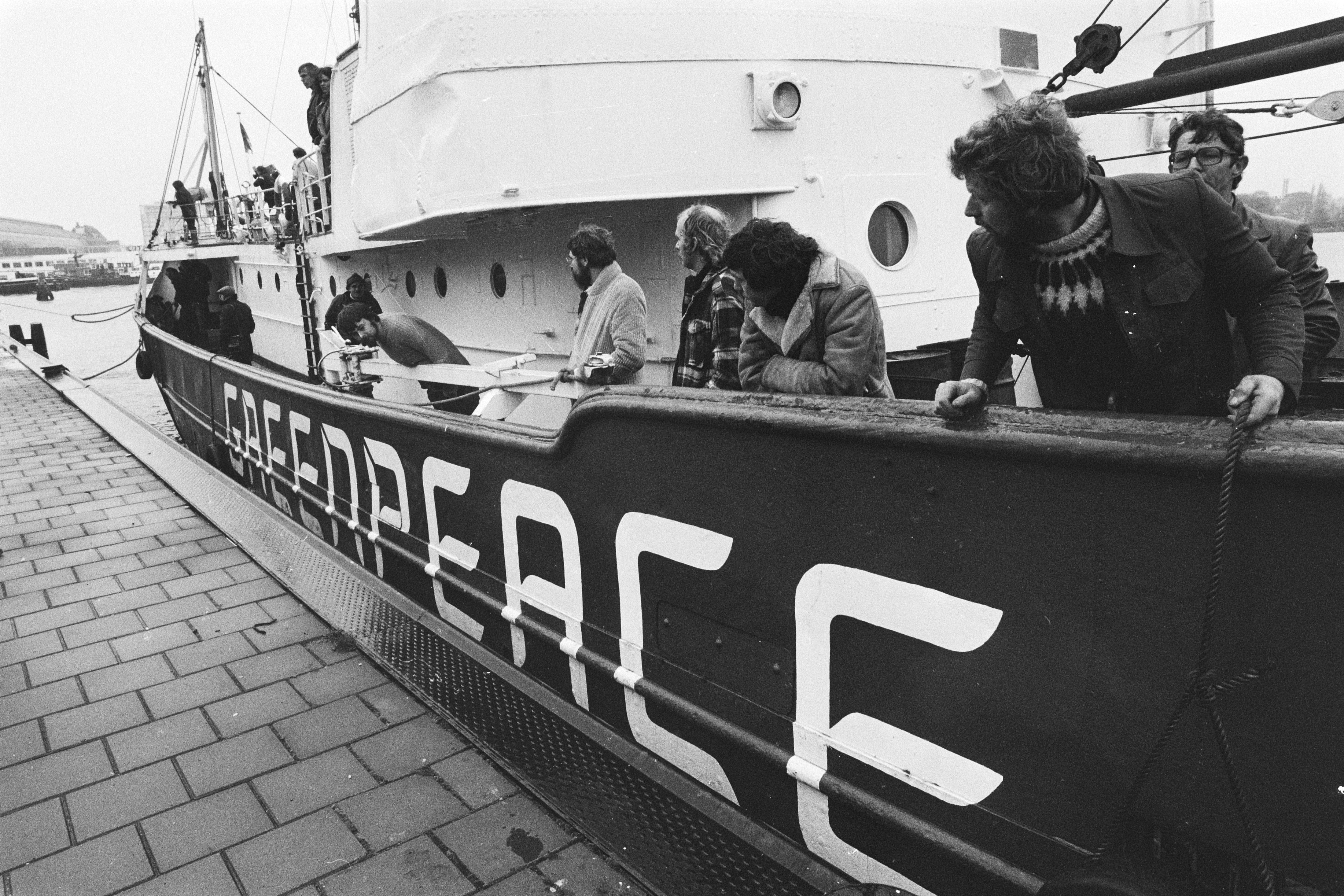
Rainbow Warrior
(Amsterdã, 1980)

Em 1982, após quatro anos de ações pacíficas na Europa - contra a caça predatória de baleias, focas e contra testes nucleares -, o Rainbow Warrior atravessou o Oceano Atlântico para a América do Norte e o Pacífico. O casco do navio foi reforçado para enfrentar grandes quantidades de gelo. A couraça era necessária para a campanha contra a matança de bebê-focas nas geleiras da costa leste do Canadá.
Em 10 de julho de 1985, o Rainbow Warrior foi bombardeado e afundado pelo serviço secreto francês, quando tentava impedir a realização de testes nucleares franceses no atol de Muroroa, no Pacífico. No atentado morreu o fotógrafo português Fernando Pereira.

## O novoRainbow Warrior
Em 1987, o Greenpeace comprou uma nova embarcação, o Grampian Fame, e trocou seu nome para Rainbow Warrior. O novo Rainbow Warrior foi lançado em Hamburgo em 10 de julho de 1989, após dois anos de reparos.
O novo Rainbow Warrior é um veleiro a motor construído em 1957, com o comprimento de 55,20 metros e largura de 8,54 metros. Sua velocidade é de 10 nós (máxima de 13), pesa 555 toneladas e tem capacidade para 30 tripulantes. Navega por um período máximo de 30 dias. O navio passou por dois anos de reformas que o transformaram em uma embarcação própria para ações.
Logo após seu lançamento em 1989, o Rainbow Warrior iniciou um longo tour de informação em toda a Europa, seguido por viagens para Nova York e Auckland (Nova Zelândia).
Em 1992, o Rainbow Warrior fez campanha contra os testes nucleares franceses em Muroroa. Pela primeira vez na história, foram vistas imagens em vídeo do confronto entre o Greenpeace e a Marinha francesa, logo após o encontro. Neste ano, o Rainbow Warrior fez seu primeiro tour na América Latina, incluindo uma parada no Rio de Janeiro durante a Conferência de Meio Ambiente da ONU (Eco-92), que resultou na inauguração do escritório brasileiro do Greenpeace. Também iniciou o tour para as campanhas nuclear, de pesca e de floresta na costa leste da Rússia.
Em 1995, o Rainbow Warrior participou do Peace Flotilla, velejando até Muroroa em protesto contra os testes nucleares franceses. Em 1º de setembro, comandos franceses entraram a bordo e tomaram o Rainbow Warrior nas águas da Polinésia Francesa. O fato deixou o barco em terrível mau estado. Foi solto somente em março de 1996.